# Pachnobia comparata
Pachnobia comparata är en fjärilsart som beskrevs av Heinrich Benno Möschler 1862. Pachnobia comparata ingår i släktet Pachnobia och familjen nattflyn. Inga underarter finns listade i Catalogue of Life.